# Jhonata Robert
Jhonata Robert Alves da Silva, noto semplicemente come Jhonata Robert (Recife, 26 ottobre 1999), è un calciatore brasiliano, attaccante del Criciúma.

## Caratteristiche tecniche
È un'ala sinistra.

## Carriera
Cresciuto nel settore giovanile del Grêmio, ha esordito in prima squadra l'8 dicembre 2019 in occasione dell'incontro di Série A perso 3-2 contro il Goiás. Il 31 gennaio 2020 è stato ceduto in prestito al Cruzeiro, dove è stato impiegato nel Campionato Mineiro ed in Coppa del Brasile ed il 12 agosto seguente è passato in prestito ai portoghesi del Famalicão. Il 25 ottobre ha segnato la rete del definitivo 2-2 al 94' minuto della sfida casalinga contro il Boavista.

## Statistiche
Statistiche aggiornate al 7 novembre 2020.

### Presenze e reti nei club
| Stagione        | Squadra         | Campionato      | Campionato | Campionato | Coppe nazionali | Coppe nazionali | Coppe nazionali | Coppe continentali | Coppe continentali | Coppe continentali | Altre coppe | Altre coppe | Altre coppe | Totale | Totale | Totale |
| Stagione        | Squadra         | Comp            | Pres       | Reti       | Comp            | Pres            | Reti            | Comp               | Pres               | Reti               | Comp        | Pres        | Reti        | Pres   | Reti   |        |
| --------------- | --------------- | --------------- | ---------- | ---------- | --------------- | --------------- | --------------- | ------------------ | ------------------ | ------------------ | ----------- | ----------- | ----------- | ------ | ------ | ------ |
| 2019            | Grêmio          | PD/RS+A         | 0+1        | 0          | CB              | 0               | 0               |                    | -                  | -                  |             | -           | -           | 1      | 0      |        |
| 2020            | Cruzeiro        | M1/MG+A         | 5+0        | 1+0        | CB              | 2               | 0               |                    | -                  | -                  |             | -           | -           | 7      | 1      |        |
| 2020-2021       | Famalicão       | PL              | 4          | 1          | CP              | 0               | 0               |                    | -                  | -                  |             | -           | -           | 4      | 1      |        |
| Totale carriera | Totale carriera | Totale carriera | 10         | 2          |                 | 2               | 0               |                    | -                  | -                  |             | -           | -           | 12     | 2      |        |